# Opioidpeptider
Opioidpeptider eller endogena opiater är en grupp neuropeptider som fungerar som kroppens egna opiater. Opioider och opiater är kemiska imitationer eller exogena varianter av opioidpeptiderna. Opioidpeptiderna verkar i centrala och perifera nervsystemet och i binjuremärgen.
Det finns tre grupper opioidpeptider, vilka bildas av tre olika prohormoner:
- Enkefaliner
- Endorfiner
- Dynorfiner

Deras funktioner handlar framför allt om sinnesstämningen, känslolivet, smärtreglering, motivation, stresshantering, anknytning och hunger, där de fungerar dämpande och rogivande. De binds till cellerna på opioidreceptorer varigenom de verkar intracellulärt. Dessa receptorer kan också binda läkemedel och narkotika. Naturliga opioidpeptider kan intas via föda, i synnerhet gluten och mjölk.